# Alcalá de Ebro (kommunhuvudort)
Alcalá de Ebro är en kommunhuvudort i Spanien.   Den ligger i provinsen Provincia de Zaragoza och regionen Aragonien, i den nordöstra delen av landet, 260 km nordost om huvudstaden Madrid. Alcalá de Ebro ligger 226 meter över havet och antalet invånare är 269.
Terrängen runt Alcalá de Ebro är platt åt sydväst, men åt nordost är den kuperad. Runt Alcalá de Ebro är det tätbefolkat, med 356 invånare per kvadratkilometer. Närmaste större samhälle är Tauste, 12,4 km norr om Alcalá de Ebro. Trakten runt Alcalá de Ebro består till största delen av jordbruksmark.